# 胡安·卡洛斯·雷亚尔·鲁伊兹
胡安·卡洛斯·雷亚尔·鲁伊兹（西班牙語：Juan Carlos Real Ruiz；1991年3月15日—），是土生土长的拉科鲁尼亚人。他成长于拉科鲁尼亚的青训体系，曾被认为是拉科青训系统中最值得期待的一员。現效力於西乙球隊卡塔赫纳。
和他的偶像胡安·卡洛斯·贝莱隆一样，胡安·卡洛斯又高又瘦，同样司职中场组织者，善于抓住对方防线的漏洞送出致命传球。2009年胡安·卡洛斯进入拉科鲁尼亚B队，逐渐崭露头角。2011年，奥尔特拉入主球队后，在季前训练时将胡安·卡洛斯调入一队，并在这个赛季的国王杯赛事中列入替补阵容并获得了上场机会。
2013年，胡安·卡洛斯租借至韦斯卡，全赛季只出战10场联赛。2013-2014赛季，回归拉科鲁尼亚的胡安·卡洛斯获得机会，全赛季共出战27次并打进3球，帮助球队在赛季结束后重返西甲。